# Южна Рорайма (мезорегион)
Мезорегион Южна Рорайма е един от двата мезорегиона на бразилския щат Рорайма. Образуван е от 7 общини, групирани в 2 микрорегиона.

## Микрорегиони
- Каракараи
- Югоизточна Рорайма